# تنیکا ویلیسون
تنیکا ویلیسون (انگلیسی: Tenika Willison؛ زادهٔ ۷ دسامبر ۱۹۹۷) بازیکن راگبی ۷ نفره زن اهل نیوزیلند است.
وی در مسابقات کشوری و بین‌المللی در مجموع برندهٔ ۲ مدال طلا شده‌است.